# ナチュラリー (桜田淳子のアルバム)
『ナチュラリー』は、桜田淳子のスタジオ・アルバム。1983年9月21日発売。発売元はビクター音楽産業。

## 解説
- 小椋佳を始め、タケカワユキヒデ、堀内孝雄、芳野藤丸といった面々が曲を提供。
- 編曲は1曲のみ萩田光雄が、それ以外は全て奥慶一が担当し、作詞では久々に阿久悠が3篇提供している。
- 2007年11月に、ボーナストラック4曲を加えた紙ジャケット仕様で復刻された。

## 収録曲
1. Yesが欲しい(らぶれたあ)（5:07）
作詞：阿久悠　作曲：タケカワユキヒデ　編曲：奥慶一
2. 台(せりふ)詞（4:09）
作詞：阿久悠　作曲：芳野藤丸　編曲：奥慶一
3. Home（5:01）
作詞：福永ひろみ　作曲：川上了　編曲：奥慶一
4. エンディングはスパイシー（3:53）
作詞：福永ひろみ　作曲：川上了　編曲：奥慶一
5. 予感（4:06）
作詞・作曲：羽岡仁　編曲：萩田光雄
6. 眉月夜（4:10）
作詞：茅野遊　作曲：小椋佳　編曲：奥慶一
7. 数えないで（4:08）
作詞・作曲：小椋佳　編曲：奥慶一
8. 許してくれていいじゃない（4:34）
作詞：三浦徳子　作曲：タケカワユキヒデ　編曲：奥慶一
9. ヤジロベーは悩んでる（3:45）
作詞：阿久悠　作曲：芳野藤丸　編曲：奥慶一
10. 私だけのウェディング（4:28）
作詞：松宮恭子　作曲：堀内孝雄　編曲：奥慶一